# Pigeon à nuque bronzée
Columba iriditorques
Espèce
Statut de conservation UICN

 LC  : Préoccupation mineure
Statut CITES
Le Pigeon à nuque bronzée (Columba iriditorques) est une espèce d'oiseau appartenant à la famille des Columbidae.

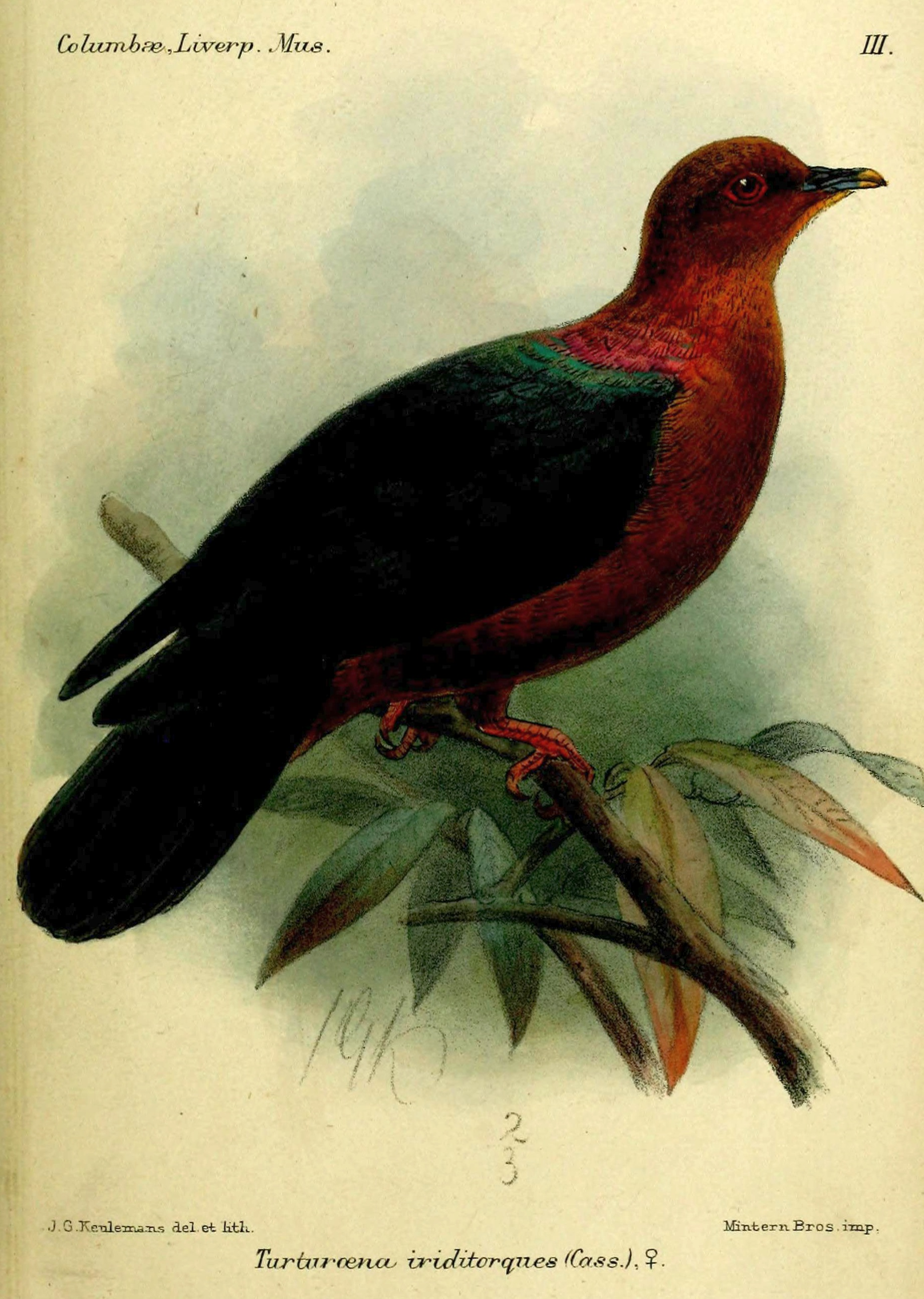
Dessin d'une femelle par Joseph Smit.

## Répartition
Cet oiseau vit en Afrique équatoriale.